# Andreas Cellarius (Astronom)

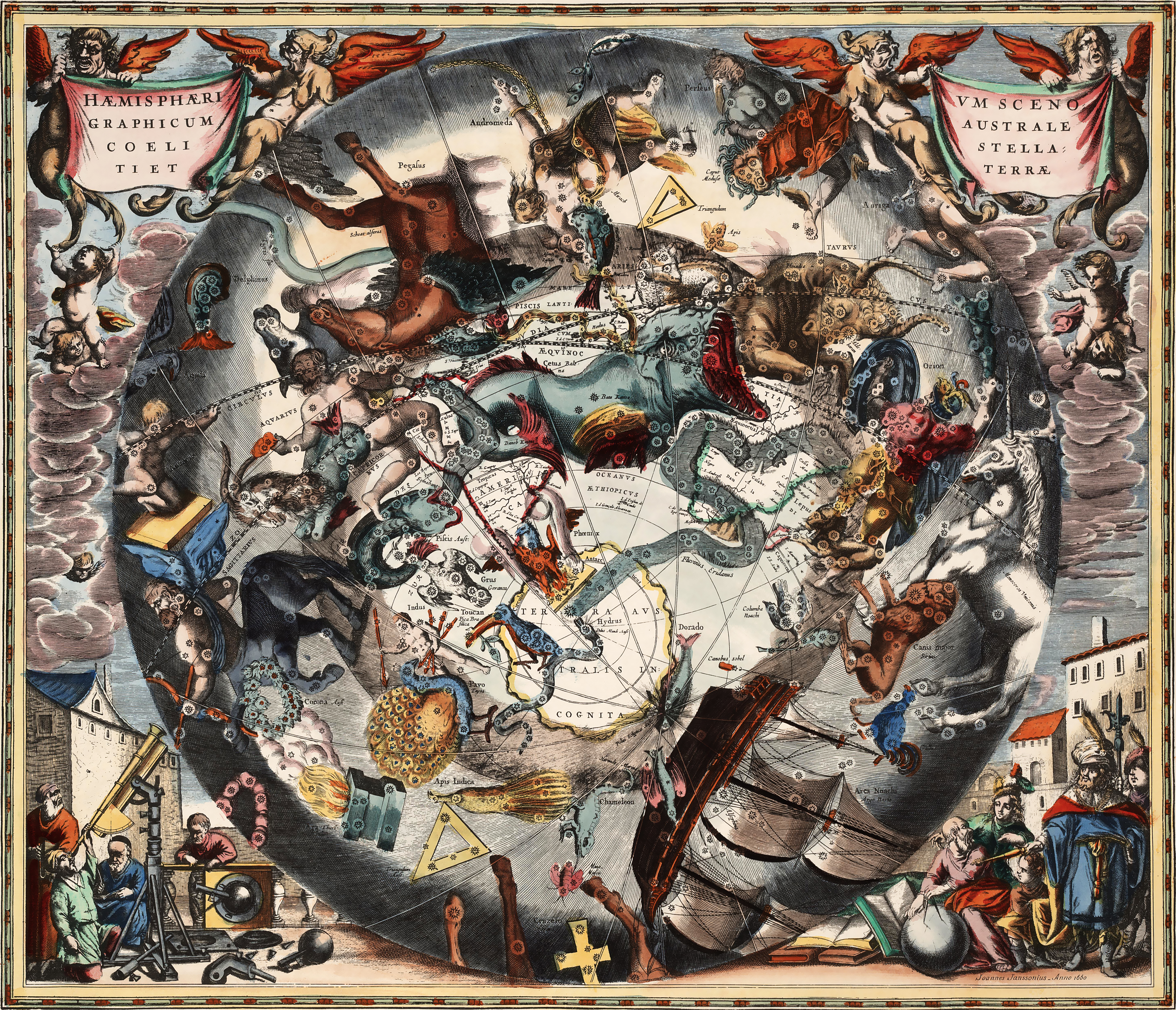
Sternbilder des Südhimmels aus Cellarius’ „Harmonia Macrocosmica“ von 1660/61

Andreas Cellarius oder Andreas Keller (* um 1596 in Worms-Neuhausen; † 1665 in Hoorn) war ein deutscher Astronom, Mathematiker und Kosmograph.
Andreas Cellarius wurde als Sohn eines Pastors gleichen Namens in Neuhausen bei Worms geboren. Nach dem Umzug der Familie nach Heidelberg besuchte er das Sapienzkolleg und schrieb sich 1614 an der dortigen Universität ein.
Über sein weiteres Schicksal ist wenig bekannt. 1625 heiratete er in Amsterdam. Von 1637 bis zu seinem Tode 1665 war er Rektor der Lateinschule in Hoorn.
Im Jahre 1660 veröffentlichte er seinen reich bebilderten Himmelsatlas namens Harmonia Macrocosmica, später oft auch als „Cellarius-Atlas“ bezeichnet.
Nach ihm wurde der Asteroid (12618) Cellarius benannt.